# Atrypanius conspersus
Atrypanius conspersus är en skalbaggsart som först beskrevs av Ernst Friedrich Germar 1824. Atrypanius conspersus ingår i släktet Atrypanius och familjen långhorningar.
Artens utbredningsområde är:
- Guatemala.
- Honduras.
- Nicaragua.
- Panama.
- Venezuela.

Inga underarter finns listade.